# سوران (سیب و سوران)
سوران، شهری است که در  بخش مرکزی شهرستان سیب و سوران واقع در استان سیستان و بلوچستان ایران است. این شهر، مرکز شهرستان سیب و سوران است.
محصول عمدهٔ این شهر و پیرامون آن جو، گندم، ذرت و خرما است. انگور و انار نیز در این منطقه کشت می‌شود. بیشتر آبادی‌های منطقه از کاریز آبیاری می‌شوند.

## جمعیت
بر پایه سرشماری عمومی نفوس و مسکن در سال ۱۳۹۵، جمعیت شهر سوران برابر با ۱۳٬۵۸۰ نفر (۳٬۳۵۷ خانوار) بوده‌است.